# Очковая неотропическая сова
Очковая неотропическая сова (лат. Pulsatrix perspicillata) — вид птиц из семейства совиных (Strigidae), обитающих в Латинской Америке.

## Описание
Длина тела 41—52 см. Вес самцов составляет 453—1075 г, самок — 680—1250 г. Средний вес десяти исследованных самцов номинативного подвида (P. p. perspicillata) составил 767 г, восьми самок — 908 г.

## Среда обитания
Очковая неотропическая сова населяет умеренные и тропические области: влажные тропические леса, лесистые участки саванны и сухие леса.
Обитает на высотах до 1000 м от уровня моря.

## Классификация и ареал
Международный союз орнитологов выделяет 6 подвидов с ареалами:
- Pulsatrix perspicillata boliviana L. Kelso, 1933 — от южной Боливии до северной Аргентины
- Pulsatrix perspicillata chapmani Griscom, 1932 — с востока Коста-Рики до северо-запада Перу
- Pulsatrix perspicillata perspicillata (Latham, 1790) — от западной Колумбии через Гвиану до Амазонии
- Pulsatrix perspicillata pulsatrix (Wied-Neuwied, 1820) — Парагвай, запад Бразилии и северо-запад Аргентины
- Pulsatrix perspicillata saturata Ridgway, 1914 — от южной Мексики до западной Панамы
- Pulsatrix perspicillata trinitatis Bangs & T. E. Penard, 1918 — остров Тринидад